# 40 dana (2018.)
40 dana je hrvatski srednjometražni dokumentarni film iz 2018. godine scenarista i redatelja Ante Čaljkušića. 
Snimljen je u produkciji inicijative „40 dana za život” 2018. godine. Govori o problemu pobačaja, o plodovima i rezultatima svjetske molitvene pro-life inicijative „40 dana za život“. Radnja filma obiluje svjedočanstvima molitelja i sudionika Inicijative, žena i muškaraca koji su odabrali život ili imaju iskustvo pobačaja.
Snimljen je u Hrvatskoj, a obogaćen je kadrovima iz Budimpešte, Londona, Rima i Houstona. U film su prikazani i Robert Colquhoun, međunarodni koordinator inicijative „40 dana za život” te Shawn Carney, njezin pokretač i predsjednik koji je progovorio o nastanku Inicijative u svijetu. Pretpremijera filma održana je 19. listopada 2018. u Zagrebu, a kasnije je prikazan u drugim gradovima Hrvatske.

## Vanjske poveznice
- Dokumentarni film 40 dana na You Tubeu